# Erika Lechner
Erika Lechner (Maranza, 28 maggio 1947) è un'ex slittinista italiana.
È stata la prima donna italiana a vincere una medaglia d'oro ai Giochi olimpici invernali.
È sorella di Emil, a sua volta ex slittinista di alto livello.

## Biografia
Cominciò a farsi conoscere a livello agonistico appena sedicenne, quando conquistò il primo dei suoi sette titoli nazionali; nello stesso anno esordì anche alle Olimpiadi di Innsbruck 1964, senza però riuscire a concludere la gara.
Quattro anni più tardi fece nuovamente parte della spedizione olimpica a Grenoble 1968 e nella gara del singolo femminile, quando erano già state disputate tre delle quattro discese in programma, la Lechner si trovava in terza posizione, dietro le tedesche orientali Ortrun Enderlein e Anna-Maria Müller e subito prima dell'altra atleta della DDR Angela Knösel. Tuttavia un controllo effettuato dalla giuria dopo la terza discesa rivelò che i pattini delle slitte utilizzate dalla squadra della Germania Est erano stati riscaldati, una pratica proibita che rende minore l'attrito della lama sul ghiaccio, di conseguenza le tre atlete vennero squalificate dalla giuria e la Lechner si ritrovò al primo posto prima dell'ultima discesa, che a causa del maltempo venne in principio rinviata e successivamente annullata dalla stessa giuria, conquistando in questo modo la medaglia d'oro.
Altro anno memorabile per l'atleta altoatesina fu il 1971: in quella stagione infatti conquistò il titolo europeo sulla pista di Imst e la medaglia d'argento ai mondiali di Valdaora, arrivando a pochi centesimi dalla prima posizione, ma un errore nella fase finale e soprattutto una pista allentata per la temperatura relativamente alta nell'ultima manche, che sfavorisce gli atleti più leggeri, la relegarono al secondo posto dietro la tedesca orientale Elisabeth Demleitner. L'anno seguente concluse la sua carriera dopo aver preso parte alle Olimpiadi di Sapporo 1972, gara che però non riuscì a terminare.

## Palmarès

### Olimpiadi
- 1 medaglia:
  - 1 oro (singolo a Grenoble 1968)

### Mondiali
- 1 medaglia:
  - 1 argento (singolo a Valdaora 1971)

### Europei
- 1 medaglia:
  - 1 oro (singolo a Imst 1971)